# Phreatia phreatioides
Phreatia phreatioides är en orkidéart som först beskrevs av Johannes Jacobus Smith, och fick sitt nu gällande namn av Louis Otho Otto Williams. Phreatia phreatioides ingår i släktet Phreatia och familjen orkidéer. Inga underarter finns listade i Catalogue of Life.